# Het Baarnsch Lyceum
Het Baarnsch Lyceum is een middelbare school in Baarn. De school bestaat momenteel uit een havo-, een atheneum- en een gymnasiumafdeling. De zinspreuk van de school is Het pad der rechtvaardigen is als de morgenglans.

## Historie
Na de aanleg van de Spoorlijn Amsterdam - Zutphen in 1874 en de Spoorlijn Den Dolder - Baarn in 1898 ontwikkelde Baarn zich snel tot luxe forensengemeente. In de jaren ’10 van de 20e eeuw ontstond er behoefte aan een school in het dorp. Het Baarnsch Lyceum werd op 4 april 1919 als een bijzonder neutrale school opgericht door een groep ouders, onder andere de Baarnse bankiersfamilie Pierson, nadat een verzoek om subsidie voor de oprichting van een gemeentelijk lyceum was afgewezen.

### Eerste locatie
Voor 70.000 gulden werd de Villa Waldheim, gelegen naast het station, gekocht en in september 1919 begon het eerste schooljaar. De eerste rector was dr Jan Arend Vor der Hake (1880-1951), naar wie nog steeds een leerlingenfonds genoemd is.

### Schoolkranten en leerlingenvereniging
In mei 1925 startte men de schoolkrant Animo, waarvan de naam een acroniem is voor Alle Naam Is Maar Onzin; in 1926 richtten leerlingen de schoolvereniging B.L.V. op. Sinds dat jaar kiezen de leerlingen hun vertegenwoordigers, de Seniores. Begin 2010 is een groep ontevreden leerlingen de online schoolkrant Lyceumpenner begonnen uit onvrede over de door de schoolleiding uitgeoefende censuur in de Animo.

### Interlyceales
Met drie andere oudere lycea (het Amsterdams Lyceum, het Kennemer Lyceum te Overveen en het Lorentz Casimir Lyceum te Eindhoven) organiseert het Baarnsch Lyceum sinds 1938 jaarlijks twee Interlyceales, wedstrijden op sportief en artistiek gebied. Tot de jaren negentig nam ook het Nederlandsch Lyceum te Den Haag deel. Nadat deze school in 1991 was opgeheven werd deze plaats ingenomen door het Vrijzinnig-Christelijk Lyceum, eveneens uit Den Haag. Ook deze school neemt inmiddels geen deel meer aan de landelijke interlyceale. De voorronde voor de Artistieke Interlyceale op het Baarnsch Lyceum heet Grandi Art (wat staat voor Grandioos Artistiek).

### Incrementum
In 1950 werd het "Incrementum" van het Baarnsch Lyceum opgericht, een apart klasje waarin prinses Beatrix les kreeg samen met kleine groepjes geselecteerde medeleerlingen. Toen alle prinsessen het Incrementum hadden doorlopen werd het in 1967 dan ook gesloten.

### Eerste nieuwbouw

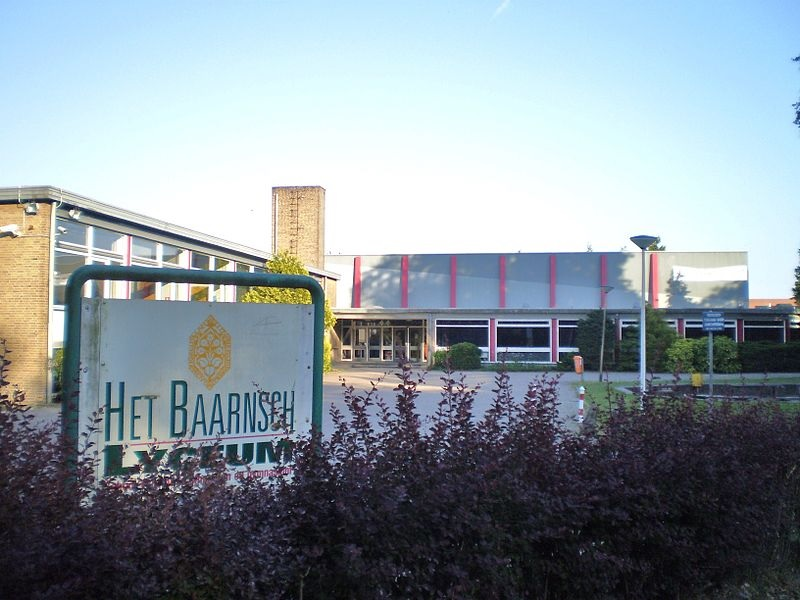
Baarnsch Lyceum
kort voor de sloop in 2010

De oude school aan de Vondellaan was inmiddels uitgebreid met noodgebouwen, maar de grote groei aan leerlingen, ook uit omliggende plaatsen, bracht de noodzaak om te verhuizen.
In 1969 verhuisde de school naar de Torenlaan, waar een ruim opgezet nieuwbouwcomplex was verrezen. Het nieuwe schoolgebouw werd feestelijk geopend door Koningin Juliana. Later zou haar kleinzoon Prins Willem Alexander het Baarnsch Lyceum als leerling bezoeken.
In de hal van de school stonden twee pilaren waarvan de bekende kunstenaar Escher de tegels ontwierp. In deze hal hangt ook een gedenkplaat voor de oud-leerlingen die tijdens de Tweede Wereldoorlog hun leven voor de vrijheid gaven.

### Tweede nieuwbouw

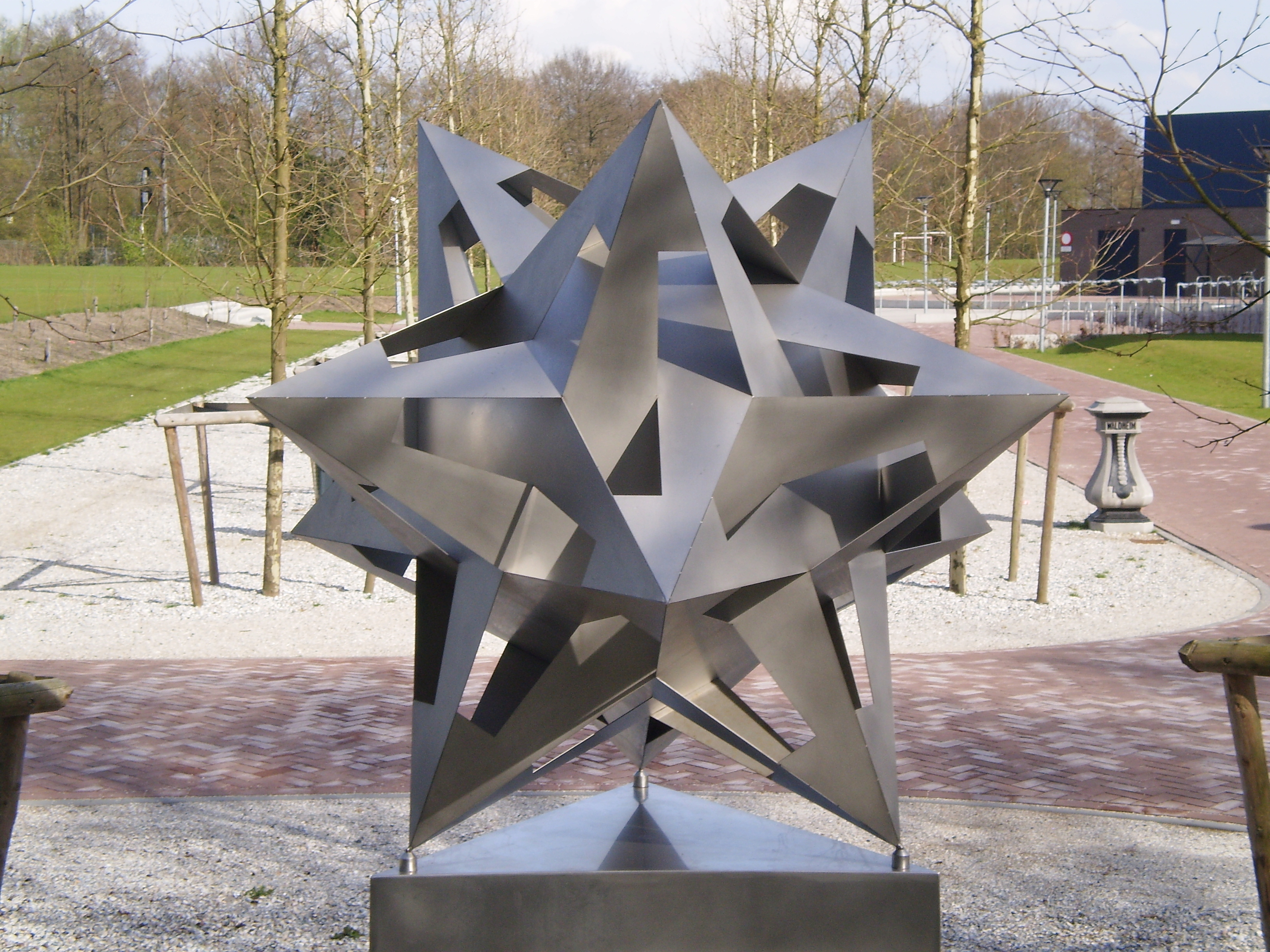
Zwaartekracht
Sculptuur naar een tekening van Escher

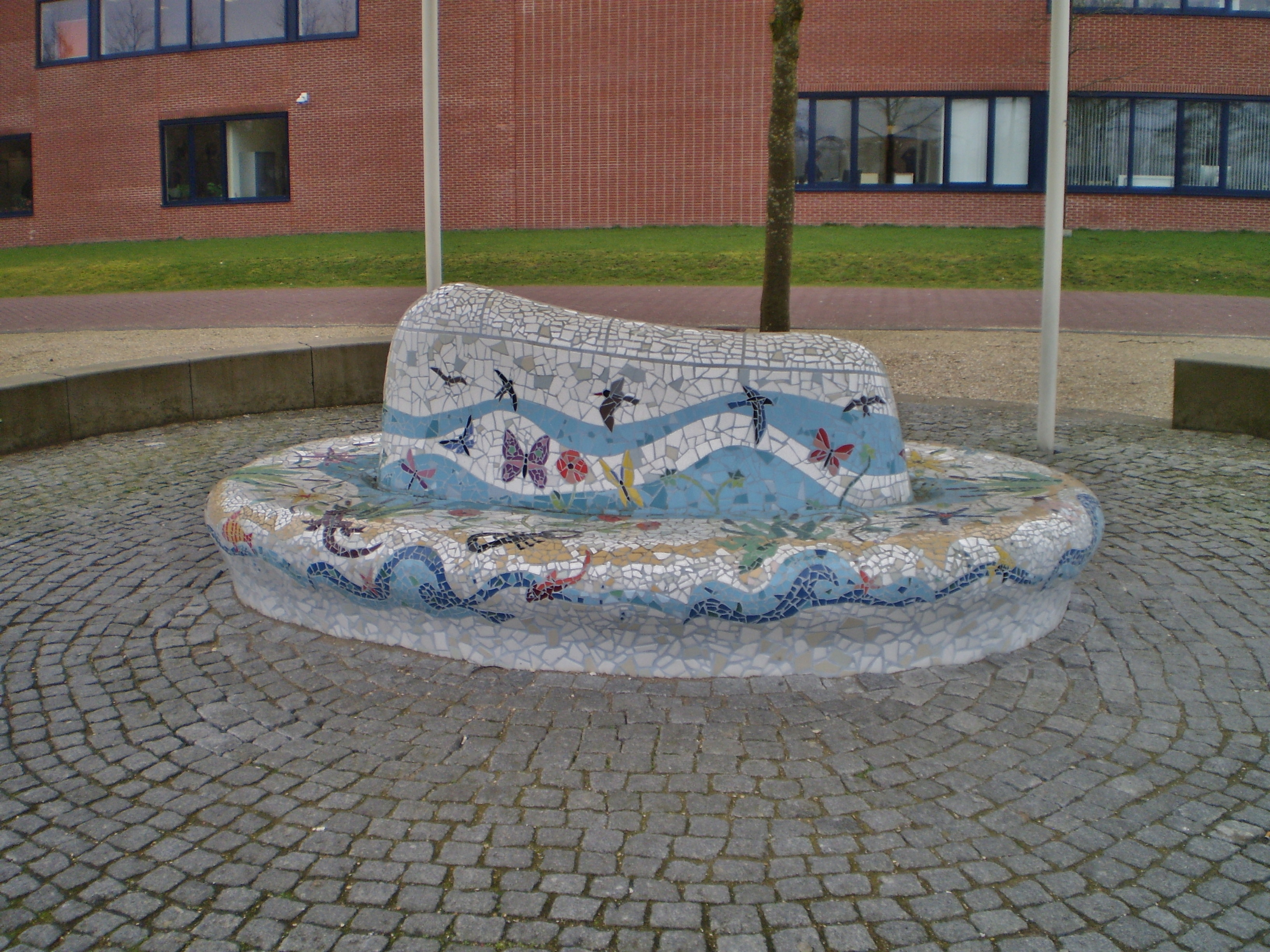
Social sofa

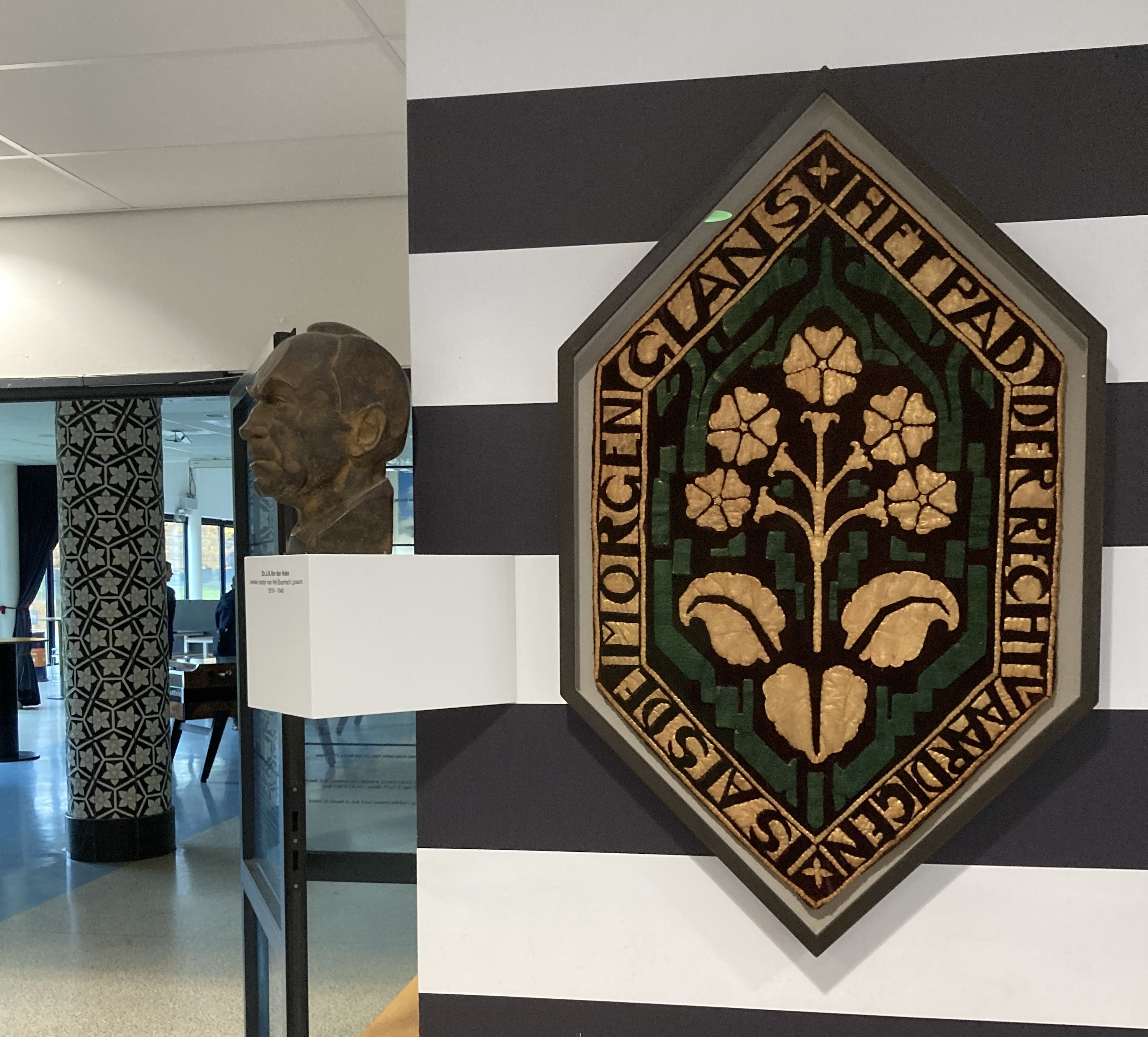
Logo van het Baarnsch Lyceum, het hoofd van Vor der Hake met links de Escherzuil

Op 4 juni 2009 werd begonnen aan de bouw van een nieuw schoolgebouw, in samenwerking met de Waldheim-mavo. Volgens planning werd het deel van Het Baarnsch Lyceum in oktober 2010 in gebruik genomen, het Waldheim-deel volgde in begin 2011. De bouw liep een kleine achterstand op door een verkeerde planning tijdens de eindexamenperiode, zodat de bouw werd stilgelegd in verband met geluidsoverlast. Het Baarnsch Lyceum heeft hiermee landelijke aandacht gekregen.
In 1967 maakte kunstenaar M.C. Escher tegelontwerpen voor twee betonnen zuilen in de hal. Hij werd hiervoor gevraagd omdat zijn drie zonen leerling van de school waren. Ook verzorgde hij er lessen en was hij jurylid bij de Artistieke Lyceale. De twee zwart-witte ontwerpen Vogels en vissen en Bloemen werden gemaakt bij De Porceleyne Fles in Delft. In augustus 2010 werden de 176 tegels aangebracht op pilaren van de nieuwbouw. De nieuwe lockerkasten zijn bedrukt met grafische motieven van Escher. Op het terrein van de school staat een kunstwerk dat geïnspireerd is op de prent Zwaartekracht, een litho die M.C. Escher in 1952 maakte.

Bij de school staan de beelden De Overtocht van Paul Kingma en De Naald van oud-leerling Gerard Höweler.

## Rectoren
- 1919-1948: Dr. J.A. Vor der Hake
- 1948-1960: Ir F.C. Driessen
- 1960-1963: Dr. U. Schults (overleden tijdens rectoraat)
- 1964-1970: Dr. J.A. Vreeswijk
- 1970-1982: Drs. J.C. van Dorssen
- 1982-1997: Dr. A.H. 't Hooft
- 1998-2007: Drs. K. de Boer
- 2008-2010: Drs. C.A.M. Verstraeten
- 2011-2022: Drs. H. van Ommen (overleden tijdens rectoraat)
- 2023-heden: M.G.A. Manders MSc.

## Bekende oud-leerlingen
| - Maryse Abendanon, hockeyster - Richard Barmé, Engelandvaarder - Willem Hendrik de Beaufort, griffier Tweede Kamer - Dick Binnendijk, dichter - André Bolhuis, hockeyer en sportbestuurder - Dave Boomkens, schrijver, journalist - Pauline Dekker, arts - Rob van den Dool, ondernemer - Maarten Doorman, filosoof, dichter, hoogleraar - Marnix Dorrestein, musicus - Olaf Ephraim, politicus - Paul Fentener van Vlissingen, ondernemer - Ronald Giphart, schrijver - Hella Haasse, schrijfster - Kees van Hardeveld, bondscoach waterpolo | - Martijn Hillenius, acteur en scenarioschrijver - Francis van 't Hooft, hockeyer - Michiel Horn, historicus - Gerard Höweler, beeldhouwer - Daan Huizing, golfspeler - Ina Isings, hoogleraar klassieke archeologie - Jim Janssen van Raaij, politicus - Wilco Jiskoot, topbankier ABN-Amro - Marien de Jonge, militair - Ernst de Jonge, verzetsman en roeier - Tom Kok, bestuurder - Onno Kosters, dichter - Michiel Kruidenier, architectuurhistoricus - Roepie Kruize, hockeyer - Pauline Kruseman, museumexpert - Mathijs Lagerberg, cartoonist | - Wouter Otto (David) Levenbach, chansonnier - Irene van Lippe-Biesterfeld, prinses - Godert Maas Geesteranus, jurist - Jaap van Mesdag, Engelandvaarder - Frank de Miranda, beeldhouwer, publicist - Thomas Möhlmann, dichter - Carolina Mout, actrice en zangeres - Bert Natter, schrijver - Willem Oltmans, journalist - Miep Oranje, collaborateur - Beatrix van Oranje-Nassau, prinses - Christina van Oranje-Nassau, prinses - Margriet van Oranje-Nassau, prinses - Willem-Alexander van Oranje-Nassau, koning der Nederlanden - Friso van Oranje-Nassau Van Amsberg - Olga Ponjee, auteur | - Daniël van der Ree, politicus - Victorine van Schaick, bibliothecaresse - Anna Serierse, jazzzangeres - Petra Sijpesteijn, hoogleraar Arabische taal en cultuur - Frits Sissing, musicalacteur en tv-presentator - Jean-Marc van Tol, illustrator en cartoonist - Jelte Tuinstra (artiestennaam Jett Rebel), zanger en componist - Anne van Veen, cabaretière - Sophie Veldhuizen, musicalactrice - Ernst Verduin, bedrijfseconoom - Henk Vredeling, politicus - Frank Zweerts, hockeyer - Jeroen Zweerts, hockeyer |

## Bekende (oud)-medewerkers
- Gijs Boeijen, krachtsporter
- Dick Binnendijk, dichter en literair criticus
- Frits Booy, schrijver en historicus
- Gertrude Büringh Boekhoudt, docent Nederlands en Duits
- Jan Arend vor der Hake, neerlandicus, rector en auteur.
- Arnold Heertje, econoom, hoogleraar en publicist
- Hans van Ingen, tekenleraar en beeldhouwer
- C.O. Jellema, leraar Duits
- Martinus J. Langeveld, pedagoog en leraar Nederlands
- Nic Loning, tekenaar en journalist
- Hendrik Jan de Marez Oijens, classicus
- Renske Nieweg, muziekpedagoge
- Fred van der Spek, politicus
- Hein van Tricht, neerlandicus
- Jo Walraven van Winkoop, kunstenaar en neerlandicus